# Municipio de Union (condado de Madison, Indiana)
El municipio de Union (en inglés: Union Township) es un municipio ubicado en el condado de Madison en el estado estadounidense de Indiana. En el año 2010 tenía una población de 8898 habitantes y una densidad poblacional de 172,85 personas por km².

## Geografía
El municipio de Union se encuentra ubicado en las coordenadas 40°5′45″N 85°36′15″O / 40.09583, -85.60417. Según la Oficina del Censo de los Estados Unidos, el municipio tiene una superficie total de 51.48 km², de la cual 51.3 km² corresponden a tierra firme y (0.34%) 0.18 km² es agua.

## Demografía
Según el censo de 2010, había 8898 personas residiendo en el municipio de Union. La densidad de población era de 172,85 hab./km². De los 8898 habitantes, el municipio de Union estaba compuesto por el 96.13% blancos, el 1.85% eran afroamericanos, el 0.15% eran amerindios, el 0.48% eran asiáticos, el 0.01% eran isleños del Pacífico, el 0.3% eran de otras razas y el 1.07% pertenecían a dos o más razas. Del total de la población el 1.01% eran hispanos o latinos de cualquier raza.